# 原因において自由な行為
原因において自由な行為（げんいんにおいてじゆうなこうい；actio libera in causa）とは、完全な責任能力を有さない結果行為によって構成要件該当事実を惹起した場合に、それが、完全な責任能力を有していた原因行為に起因することを根拠に、行為者の完全な責任を問うための法律構成をいう。

## 概要
例えば、泥酔者は一時的ながらも心神喪失もしくは心神耗弱（こうじゃく）の状態にある。心神喪失者や心神耗弱者が不法な行為を犯した場合、刑法第39条の規定により犯罪不成立もしくは刑の減軽となる。
しかし、車を運転することを予定しながら飲酒により泥酔し、そのまま自動車を運転して事故を起こした場合、刑法39条の規定を適用せず即座に危険運転致死傷罪が成立し、心神喪失（心神耗弱）状態であったにもかかわらず完全な責任が問われる。また、「泥酔した状態で人を殺そう」という計画を立て、凶器を用意して酒を飲み、計画どおり泥酔状態で殺害に及んだ場合も殺人罪が成立し、刑法39条を適用しない。
また、薬物使用による心神喪失についても、「被告人は反復して覚せい剤を使用する意思のもとに、昭和52年12月15日夕刻すぎ4.81グラムを上回る量を譲り受けて注射したのであつて、右の一部を使用した原判示第一の所為は右の犯意がそのまま実現されたものということができ、譲り受け及び当初の使用時には責任能力が認められるから、実行行為のときに覚せい剤等の影響で少なくも心神耗弱状態にあつても、被告人に対し刑法39条を適用すべきではない」（大阪高判昭和56年9月30日高刑集34巻3号385ページ）との判例他、「薬物注射により症候性精神病を発しそれに基く妄想を起し心神喪失の状態に陥り他人に対し暴行傷害を加へ死に至らしめた場合に於て注射を為すに先だち薬物注射をすれば精神異常を招来して幻覚妄想を起し或は他人に暴行を加へることがあるかも知れないことを予想しながら敢て之を容認して薬物注射を為した時は暴行の未必の故意が成立するものと解するを相当とする。」（昭和31年4月19日　名古屋高等裁判所 　第五部　第9巻5号411頁）があり、薬物使用時に責任能力があれば、完全に責任能力を問えるのが通説である。
このように、判例・通説の結論として、故意または過失（薬物、アルコールの摂取など）で心神喪失ないし心神耗弱の状態に陥ってからの犯罪に対しては刑法39条の規定は適用されない。

## 理論構成
しかし、この結論をどのように説明するかについては学説に争いがあり、大別して、2つの見解がある。

### 間接正犯類似構成（構成要件的アプローチ）
通説は、間接正犯類似構成をとる。これは、間接正犯肯定説を前提に、且つ間接正犯の着手時期について利用者行為時説（誘致行為時）をとり、間接正犯が他人を道具として利用するのに対し、原因において自由な行為では、責任無能力状態の自分を道具として用いるもので類似性があるとする。利用者行為時説をとれば、間接正犯の誘致行為に実行行為性（正犯性）が認められるのと同様に、原因行為に実行行為性（正犯性）が認められるとして、実行行為と責任能力の同時存在が成り立つとする。
しかし、これには、間接正犯の利用行為・誘致行為を実行行為とする点につき、実行行為を厳格に解する伝統的通説を前提にすると適用される範囲があまりに狭くなるという批判がある。また、心神耗弱状態では道具とはいえないから心神耗弱を利用する行為では減軽されることになるという重大な批判がある。これに対しては、原因行為と「併せて一本」で完全な責任を問いうるという見解や心神耗弱状態を利用した場合でもなお原因行為に実行行為性（正犯性）を認めることは可能であるとの見解などが示されている。
なお、この見解を前提にすると、故意犯の場合には、故意が認められるためには実行行為性（正犯性）を基礎づける事実の表象を要するため、単なる結果惹起の予見だけではなく、心神喪失状態の自己を用いて結果を惹起することの予見（これを「二重の故意」という。）を要するというのが多数説である。

### 行為と責任能力の同時存在緩和構成（責任遡及アプローチ）
これに対して、有力説は、行為と責任能力の同時存在の原則を緩和して考え、責任能力ある状態での意思決定に基づいて原因行為がなされ、この「自由な意思決定に基づいて結果行為がなされた」と評価できるときには、結果行為を実行行為として完全な責任を問えるとする。
責任主義は行為と責任の同時存在を要求するが、責任の本質は、行為者人格に対する道義的非難であり、責任能力ある状態で原因行為がなされれば、その結果については道義的非難に値するといえ、原因行為と責任能力が同時に存在すれば責任を問えると考えるのである。この立場では、心神耗弱の場合でも同様に責任を問えることになる。この説に対しては、そもそも行為と責任能力の同時存在の原則を修正してしまう点について強い批判がある。
なお、間接正犯否定説を前提に原因において自由な行為を否定する見解もあり、そのような見解からは前述の事例において刑法39条が適用されることになる。
ちなみに、「原因において自由な行為」の通説からの説明（構成要件的アプローチ）は、責任能力以外の問題についても応用されることがあり、その例として「原因において違法な行為」（結果行為の違法性阻却が原因行為に起因する場合）や「原因において自由な不作為」（結果行為たる不作為について作為可能性がないことが原因行為に起因する場合）がある。
この見解からは、前述の二重の故意は要求されない。

## 民法における規定
故意又は過失によって、一時的に精神上の障害により自己の行為の責任を弁識する能力を欠く状態を作り出した場合は、損害賠償の責任を負う旨が明文で規定されている（713条ただし書）。